# Балон (Меза)
Балон (фр. Baâlon) насеље је и општина у североисточној Француској у региону Лорена, у департману Меза која припада префектури Верден.
По подацима из 2011. године у општини је живело 275 становника, а густина насељености је износила 18,63 становника/km². Општина се простире на површини од 14,76 km². Налази се на средњој надморској висини од 210 метара (максималној 278 m, а минималној 186 m).

## Демографија
| 1962. | 1968. | 1975. | 1982. | 1990. | 1999. | 2011. |
| ----- | ----- | ----- | ----- | ----- | ----- | ----- |
| 204   | 272   | 282   | 286   | 287   | 267   | 275   |

График промене броја становника у току последњих година